# Zamarada lophobela
Zamarada lophobela är en fjärilsart som beskrevs av Fletcher 1974. Zamarada lophobela ingår i släktet Zamarada och familjen mätare. Inga underarter finns listade i Catalogue of Life.